# Koritno
Koritno (IPA: [kɔˈɾiːtnɔ]) è un insediamento (naselje) del Comune di Bled nella regione Alta Carniola della Slovenia.